# Moe (tiếng lóng)
Moe (萌え Moe, phát âm tiếng Nhật: [mo.e] ⓘ), đôi lúc được roman hóa là moé, là tiếng lóng Nhật Bản dùng để ám chỉ cảm tình mạnh mẽ với các nhân vật trong anime, manga, trò chơi điện tử và các phương tiện truyền thông khác nhắm đến thị trường otaku.  Tuy nhiên, moe cũng được sử dụng để mô tả cảm giác yêu mến đối với bất kỳ chủ đề nào.

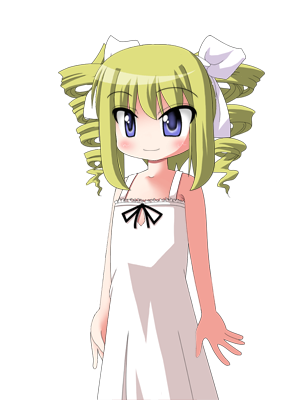
Một nhân vật xuất hiện trong bộ anime hoặc manga có thể gợi lên cảm giác moe

Moe là đặc điểm chung của những nhân vật nữ dịu dàng kết hợp với các yếu tố thể chất (tuổi), đặc điểm cảm xúc (ngây thơ hay hồn nhiên), và một cử chỉ đặc biệt thu hút sự chú ý và tình cảm của người hâm mộ. Một cô gái moe có thể cần có hai hay nhiều yếu tố về cỡ mắt, tròng mắt, mũi, miệng, tứ chi và tỉ lệ đầu/thân. Các otaku gọi hầu hết các nhân vật nữ được thiết kế dễ thương dưới cái nhìn của họ là "moe".
Có nhiều cách hiểu khác nhau về moe ngày nay và trong quá khứ. Joseph L. Dela Pena lập luận rằng moe là tinh khiết, là lớp màn bao bọc một cô gái, không dính đến vấn đề tình dục hóa của lolicon hay còn gọi là loli. Jason Thompson của Otaku USA nhận định moe được áp dụng với những thiếu nữ hoặc những bé gái như một nhánh của hiện tượng lolicon đóng vai trò là hình tượng dễ thương trong văn hóa Nhật Bản (kawaii). Scott Von Schilling nghiên cứu thấy moe còn chỉ một vấn đề tâm lý đối với người đàn ông quá 30 tuổi, đó là "khao khát được làm cha".
Ngày nay, trước hiện thực là các otaku ngày càng sùng bái các nhân vật nữ dễ trương trong anime và manga, nhà làm phim hoạt hình và là người theo chủ nghĩa nữ quyền Miyazaki Hayao đã phát biểu:
| “ | Thật nan giải. Họ ngay lập tức trở thành người theo chủ nghĩa lolicon. Theo một nghĩa nào đó, nếu chúng tôi muốn thiết kế một nhân vật nào đó có lợi cho chúng tôi, chúng tôi không có lựa chọn nào khác ngoài việc làm cho họ trở nên đáng yêu nhất có thể. Nhưng bây giờ, có quá nhiều người không hề ngần ngại mà mô tả nhân vật chính như thể họ chỉ muốn có các cô gái để làm thú cưng trong nhà. Thực trạng đang ngày càng leo thang và trầm trọng hơn nữa. | ” |

Nariko Enomoto, một tác giả yaoi và phê bình manga nói rằng "người hâm mộ nam giới không thể trải nghiệm moe cho đến khi đã có chỗ đứng của riêng họ". Cô cũng so sánh fan nam với fujoshi (dạng otaku nữ sùng bái các anime và manga boy love), ví dụ như tại một thời điểm mà mối quan hệ bạn bè thân thiết trở thành tình cảm lãng mạn.